# Lepidarchus adonis
Lepidarchus adonis är en fiskart som beskrevs av Roberts, 1966. Lepidarchus adonis ingår i släktet Lepidarchus och familjen Alestidae. IUCN kategoriserar arten globalt som sårbar. Inga underarter finns listade i Catalogue of Life.